# Монумент «This is the Place»
Монумент «This is the Place» (англ. This is the Place Monument) — історичний пам'ятник мормонським піонерам, дослідникам і поселенцям американського Заходу, розташований у парку This is the Place у східній частині міста Солт-Лейк-Сіті, штат Юта, в гирлі Каньйону переселенців.

## Історія
З метою розвитку нецивілізованих територій біля західного кордону США і після подорожі на 1300 миль через Великі рівнини, 24 липня 1847 року другий президент Церкви Ісуса Христа Святих останніх Днів Бригам Янг зупинив свій візок поблизу місця, на якому було засновано місто Солт-Лейк-Сіті, і сказав: «Ось це правильне місце. Їдьте сюди», таким чином поклавши початок переселенню мормонів в долину Солоного озера. З тих пір 24 липня стало щорічно відзначатися в штаті Юта як День піонерів.
До 1915 року на місці зупинки візочка Брігама Янга стояв простий дерев'яний хрест. У 1917 році Бригам Робертс і загін бойскаутів встановили на цьому місці дерев'яний пам'ятник. У 1921 році він був замінений на білий кам'яний обеліск, що й дотепер стоїть на схід від пам'ятника 1917 року. Історія існування монумента почалася 1937 року, коли скульптору й онуку Бригама Янга Магонрі Янгу на замовлення уряду штату Юта й комісії з представників різноманітних конфесій було доручене проектування нового, більшого пам'ятника. 24 липня 1947 року, на 100-ліття переселення піонерів у долину, монумент був відкритий восьмим президентом Церкви Джорджем Альбертом Смітом у присутності майже 50 тисяч людей. У 1957 році група приватних осіб викупила велику частину землі навколо цього місця й віддала його штату, щоб запобігти її комерційне використання, у результаті чого там був створений парк площею понад 1500 акрів. У 2007 році монумент був відреставрований.

## Композиція

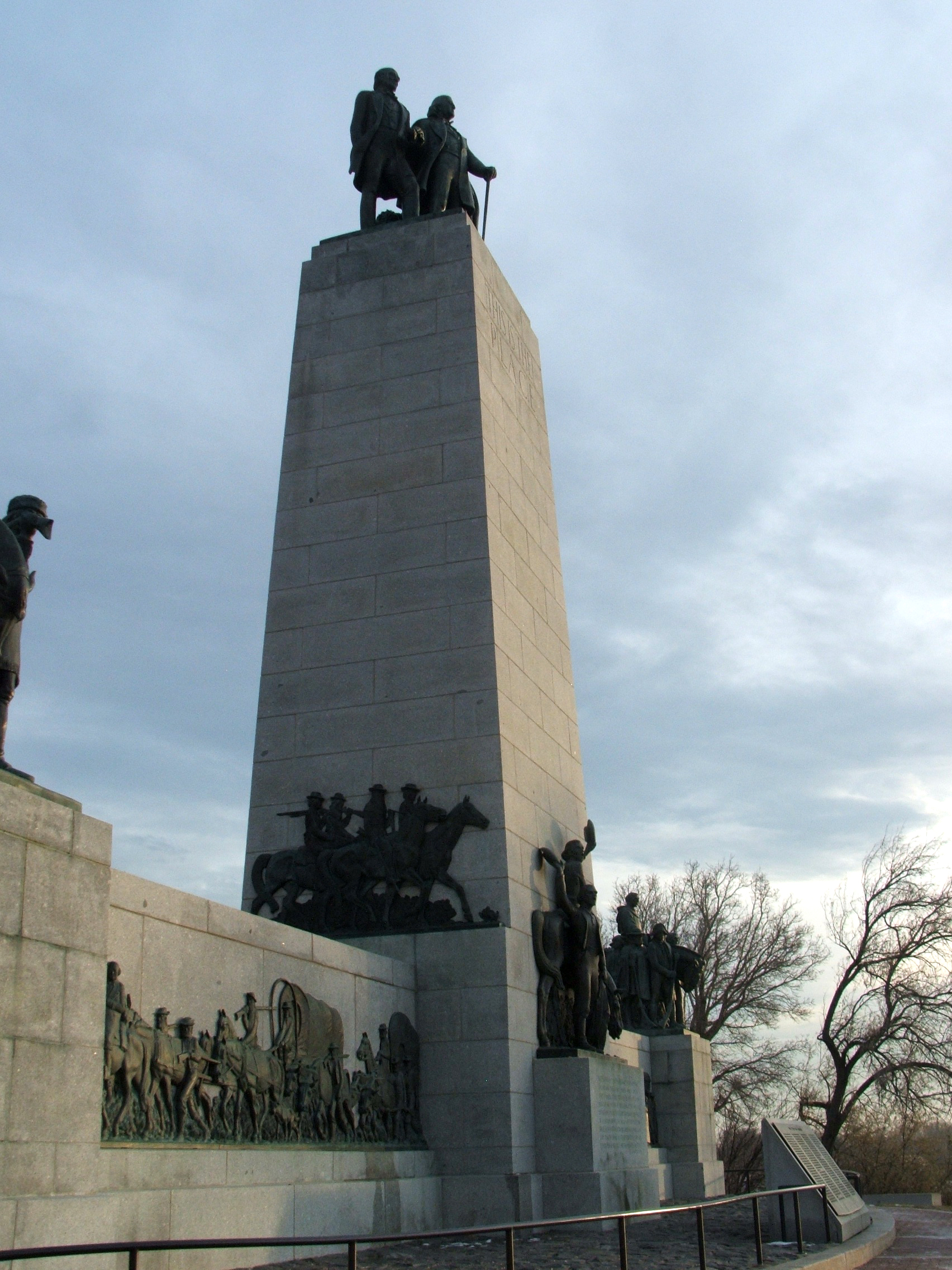
Вид на монумент, 2009 рік.

Монумент являє собою скульптурну композицію з граніту й бронзи заввишки 60 футів (18 метрів) і довжиною 86 футів (26 метрів), що складається з трьох великих постаментів і двох стел між ними. На центральному та найвищому постаменті розташовані фігури Гебера Кімболла, Брігама Янга та Вілфорда Вудраффа. Трохи нижче напис «Ось це місце» (англ. This is the Place). З двох сторін знизу він оформлений барельєфами дев'яти вершників, а біля основи — двома фігурами: Орсона Пратта (на коні) й Ерастуса Шоу (стоїть), які вітально змахують капелюхами. На постаменті під їхніми фігурами — цитати з Книги пророка Ісаї.
Біля основи — табличка про створення й історію монумента. На двох бокових стелах зображені вервечки візочків піонерів із сім'ями. На їхній зворотній стороні шість знакових фігур історії штату: Етьєн Прово, Вашакі, Пітер Скіні Огден, Бенджамін Бонневіль, Ян Десмет, Джон Фремонт. На двох крайніх постаментах розміщені скульптурні групи поселенців, у тому числі іспанської експедиції 1776 року, піонери із загону Доннера, а також траппери Американської хутрової компанії на чолі з Вільямом Ешлі.